# زمین بسیار بزرگ

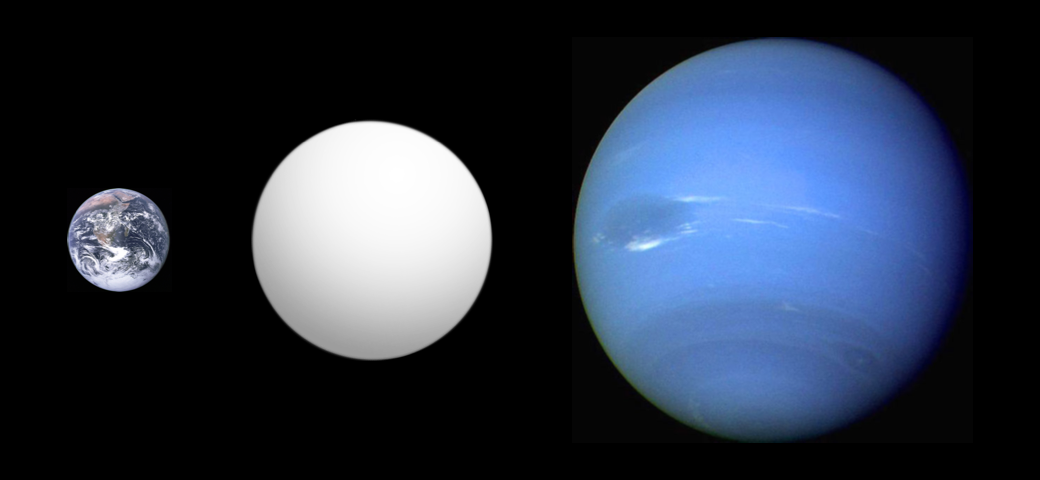
مقایسه اندازه کپلر-10سی با زمین و نپتون

زمین بسیار بزرگ (به انگلیسی: Mega-Earth) نوواژه‌ای پیشنهادی برای سیاره فراخورشیدی عظیم است که حداقل ده برابر جرم زمین است. زمین بسیار بزرگ به طور قابل ملاحظه ای پرجرم تر از ابرزمین‌ها (سیاره های زمینی و اقیانوسی با جرم حدود 5 تا 10 زمین) خواهند بود. اصطلاح "مگا زمین" در سال 2014 ابداع شد، زمانی که مشخص شد کپلر-10سی سیاره‌ای با جرم نپتون و با چگالی قابل توجهی بیشتر از زمین است،  اگرچه از آن زمان مشخص شده که سیاره‌ای معمولی، غنی از مواد فرار است و جرم آن کمتر از نصف مقدار پنداشته شده در آغاز است.